# تشارلز ماسون (لاعب هوكي جليد)
تشارلز ماسون هو لاعب هوكي جليد كندي، ولد في 6 ديسمبر 1880 في أونتاريو في كندا، وتوفي في 17 أكتوبر 1954 في تورونتو في كندا.